# 蔡辰洋
蔡辰洋（1949年4月30日—2016年1月15日），臺灣苗栗縣竹南鎮人，企業家蔡萬春第三子，國泰集團第二代，自號「寒舍主人」，寒舍集團創辦人。2016年1月15日因心肌梗塞去世，享壽66歲。

## 簡介
蔡辰洋畢業於德明专科学校，曾先后任国泰建业广告总经理、理想（家具设計）公司总经理、理想工业副董事长、国玺彩色印刷及理想公司董事长、国泰建业广告副董事长等职。
1985年十信事件之後，蔡辰洋一度淡出商圈。1986年蔡辰洋創辦寒舍集团，最初從事藝術品收藏與買賣，之後经营产业跨足古董文物、当代艺术投资、花艺设计及餐饮业等，1992年發起成立收藏團體「清翫雅集」；2002年更拓展集团业务至酒店业，將哥哥蔡辰男在十信案期間賣掉的家族企業台北來來大飯店買回，並更名為台北喜來登大飯店。2010年引进艾美酒店品牌，台北寒舍艾美酒店於年底開幕。
2013年首创自有品牌台北寒舍艾丽酒店，並於年底開幕；同年（2013年）拓展馆外餐饮事业，以台北喜來登館內頗負盛名的SUKHOTHAI泰式料理副牌延伸，成立第一家館外餐廳「泰喜歡A ROY DEE by SUKHOTHAI」，已於7月11日於微風廣場復興館G樓開幕。目前，寒舍集团旗下拥有寒舍餐旅管理顾问股份有限公司（台北喜来登大饭店、台北寒舍艾美酒店、寒舍食谱股份有限公司）以及寒舍国际酒店股份有限公司（寒舍艾丽酒店），是台湾唯一拥有两家国际品牌酒店的企业。寒舍藝術中心涵蓋寒舍古董（古美術，1986年成立）與寒舍空間（今藝術，2007年成立）兩大公司。寒舍花譜是集團旗下的花艺设计公司。近年來陸續將旗下餐飲事業交棒給 配偶-賴英里、兒-蔡伯府、兒-蔡伯翰兩兄弟。

## 家庭
- 配偶
  - 第一任 林素珍
  - 第二任「鬼」王釧如，後離婚。
  - 第三任 長笛演奏家賴英里

- 兒子
  - 第一任妻子生
    - 蔡伯府（配偶：黃閔暄）。
    - 蔡伯翰（配偶：陳心怡）。

  - 第二任妻子生
    - 蔡伯璽

- 女兒
  - 蔡佳棻

## 外部連結
- 台北喜来登大饭店（页面存档备份，存于）（繁體中文）（英文）（日語）
- 台北寒舍艾美酒店（页面存档备份，存于）（繁體中文）（英文）（日語）
- 寒舍艾麗酒店（页面存档备份，存于）（繁體中文）（英文）（日語）
- 寒舍藝術中心（页面存档备份，存于）（繁體中文）（英文）